# كتلة التمايز 61
كتلة التمايز 61 (بالإنجليزية: CD61)‏ أو إنتغرين بيتا-3 (بالإنجليزية: Integrin beta-3 أو β3)‏ هو بروتين موجود عند الإنسان ومشفر بالمورثة ITGB3. كما أنها كتلة تمايز موجودة على الصفيحات الدموية.